# Бетмен: Смерть у сім'ї
«Смерть у сім'ї» (англ. A Death in the Family) — сюжетна арка з 4 частин, яка вперше публікувалася DC Comics у Batman #426-429 у період з грудня 1988 по січень 1989 року. Історія написана Джимом Старліном, намальована Джимом Апаро, з допомогою інкера — Майка ДеКарло; та колориста — Едріенн Рой.

## Історія
Смерть в сім'ї - це чотирьохчастинна сюжетна лінія, яка показує одну з найбільш шокуючих подій з історій про Бетмена, оскільки Джейсон Тодд, другий Робін, вбитий від рук заклятого ворога Бетмена - Джокера.
Історія створення суперечлива у багатьох фактах, так як рішення її створення було результатом соціального експерименту виробників коміксів про Бетмена від їх аудиторії, у якому фанати мали останнє слово щодо фінальної долі Робіна. Аудиторія вибрала щоб диво-хлопчик - загинув. Таким чином, легендарна фігура у коміксах була усунена, принесши шокову цінність і більш темні елементи в індустрію коміксів в цілому.

## Цікаві факти
- Про телефонне опитування:
  - На задній обкладинці Batman #427 була надрукована реклама номера дзвінка, підписана "ROBIN WILL DIE BECAUSE THE JOKER WANTS REVENGE. BUT YOU CAN PREVENT IT WITH A TELEPHONE CALL." (укр. "Робін загине через бажання помсти від Джокера. Але ви можете запобігти цьому, за допомогою телефонного дзвінка."). Це фактично попросило читачів Бетмена зателефонувати на один з двох 1-(900) телефонних номерів і проголосувати за те, чи вважають вони, що Джейсон Тодд повинен вижити чи ні. Перший номер був позначений як "Джокер зазнає невдачі, а Робін виживає", інший "Джокер досягає успіху і Робін не виживе". DC Comics підготувало дві версії Batman #428, чекаючи вердикту. Шанувальники скептично ставилися до того, чи дійсно DC Comics підуть на це, і багато хто був здивований, коли молодий герой дійсно помер. Однак остаточні результати опитування були фальшивими, оскільки, схоже, одна людина проголосувала за те, щоб Джейсон помер понад 100 разів - запрограмувавши свій домашній комп'ютер набрати номер Джокера кожні дев'яносто секунд протягом восьми годин.
  - Останні три цифри другого телефонного номера, варіанту відповіді на опитування ("Джокер досягає успіху") - 666 - число, яке зазвичай асоціюється з дияволом.
- Джейсон Тодд, Робін, який загинув, насправді з'явився живим через 20 років, ненадовго під час сюжету «Цить», і більш значимо під час подій «Under The Hood», у яких він взяв особистість Червоного ковпака (оригінальний образ та мантію Джокера).

## У інших медіа

### Відеоігри
- Batman: Arkham:
  - Джейсон Тодд з'являється як центральний персонаж у «Batman: Arkham Knight», озвучений Троєм Бейкером. Будучи не вбитим, а катованим Джокером у Аркхемі, з надією на те що Бетмен врятує його, яка втрачалася з часом (особливо коли Джокер показав, як Бетмен замінив його на нового Робіна, під масою якого був Тім Дрейк). Після того, як Джокер, з виду, вбиває його, він був виявлений живим і взяв особистість "Лицаря Аркхема", коли він об'єднався з Стархопудалом, щоб перемогти Бетмена. Коли Бетмен перемагає персонажа Лицаря Аркхема, Брюс дізнається що насправді це був Джейсон Тодд, який встигає втекти. Джейсон рятує Бетмена від вбивства Страхопудалом і надалі діє як безжальний месник Червоний ковпак.
  - Сцену "смерті" Джейсона Тодда з «Batman: Arkham Knight» можна подивитися у грі віртуальної реальності «Batman: Arkham VR». Також у грі з'являється старе фото Брюса та Джейсона, які посміхаються.